# Centralne biuro uwodzenia
Centralne biuro uwodzenia (ang. My Mom's New Boyfriend) – amerykańsko-niemiecka komedia sensacyjna z 2008 roku.

## Fabuła
Tommy Lutero jest zawodowym złodziejem. Kradnie dzieła sztuki. I wszystko byłoby nieźle, gdyby nie to, że się zakochał. Martha jest 40-letnią i niezadowoloną z życia kobietą. Po jakimś czasie postanawia odmienić swój los. Poznaje Tommy’ego i oboje przypadają sobie do gustu. Jest jednak pewien problem: jej syn Henry jest agentem FBI.

## Obsada
- Antonio Banderas – Tommy Lucero/Martinez
- Meg Ryan – Martha Durand
- Colin Hanks – Henry Durand
- Selma Blair – Emily Lott
- Trevor Morgan – Eddie
- John Valdetero – Agent Fedler
- Eli Danker – Jean Yves Tatao

i inni